# Ansumane Mané
Ansumane Mané (1940 - 30 de noviembre de 2000), militar y político de Guinea-Bisáu, que dirigió en 1998 un alzamiento contra el gobierno del presidente João Bernardo Vieira, lo que produjo una breve, pero sangrienta, guerra civil en el país.

## Biografía
Mané combatió en la guerra de independencia contra Portugal junto a Vieira, y lo respaldó asimismo cuando éste tomó el poder en un golpe de Estado en noviembre de 1980. A comienzos de 1998, fue suspendido como comandante de las Fuerzas Armadas bajo la sospecha de que había contrabandeado armas a los rebeldes separatistas de Casamance, en Senegal. En una carta publicada a comienzos de abril de 1998, Mané hizo a su vez la misma acusación contra el ministro de Defensa, Samba Lamine Mané, y otros oficiales; también afirmó que Vieira había permitido el contrabando de armas y alegó que había sido suspendido como comandante de las FFAA en orden a "un turbio plan para preparar un golpe de Estado".
A continuación, Mané fue destituido por Vieira y reemplazado por el General Humberto Gomes el 6 de junio de 1998. Al día siguiente, dirigió una rebelión militar contra Vieira, la que degeneró en una guerra civil. Un acuerdo de paz en noviembre de 1998 estipuló un gobierno de unidad nacional de transición y la realización de nuevas elecciones. 
Tras la deposición de Vieira el 7 de mayo de 1999 en el marco de un nuevo estallido de hostilidades, Mané se convirtió temporalmente en jefe de Estado (el título oficial era Presidente del Comando Supremo de la Junta Militar) hasta el 14 de mayo, cuando Malam Bacai Sanhá, el presidente de la Asamblea Nacional del Pueblo, fue designado como presidente interino.
La junta militar presidida por Mané permaneció en su puesto durante el período transicional que llevó a nuevas elecciones; Mané se atribuyó el papel de guardián de la democracia. Las elecciones parlamentarias se celebraron el 28 de noviembre de 1999 junto con la primera ronda de las presidenciales. Dos semanas antes, la junta de Mané propuso un acuerdo que le daba poder sobre el gobierno durante 10 años, lo que volvía a éste incapaz de disolver el gobierno en caso de severa crisis política; sin embargo, los partidos políticos lo objetaron y la proposición fue retirada. Aunque la Junta apoyó al candidato presidencial del Partido Africano para la Independencia de Guinea y Cabo Verde (PAIGC) Malam Bacai Sanhá, en la segunda ronda de las elecciones, celebrada en enero de 2000, Kumba Ialá del Partido de Renovación Social (PRS) resultó victorioso. Antes de la elección, Ialá ya había dicho que no sería aceptable que la Junta permaneciese con ningún poder luego de su asunción.
A pesar de que la junta fue disuelta luego de la victoria de Ialá, Mané siguió siendo poderoso, actuando como un obstáculo para la autoridad de Ialá. En determinado momento rechazó permitir que Ialá se trasladara a Senegal en una visita de Estado; también acompañó a Ialá en una visita a Nigeria. 
En noviembre de 2000, Ialá promovió un número de antiguos oficiales militares; Mané objetó las promociones y se autodeclaró comandante de las Fuerzas Armadas. Revocó las promociones de Ialá, ubicó al comandante militar Verissimo Correia Seabra y al segundo comandante Emilio Costa bajo arresto domiciliario, y designó al general Buota Nan Batcha como nuevo comandante. Al emitir un comunicado sosteniendo que la situación era de calma, lo firmó como jefe de la junta, que previamente había sido disuelta al ser Ialá electo presidente. 
El fuego comenzó el 23 de noviembre de 2000 entre fuerzas leales a Mané y a Seabra. El gobierno dijo a continuación que Mané había huido a Quinhamel en la región de Biombo, en el oeste del país. Fue muerto durante un tiroteo con fuerzas del gobierno en la región de Biombo una semana después, el 30 de noviembre de 2000, junto a otras dos personas. Aunque la televisión estatal mostró imágenes de los tres cuerpos, las mismas fueron estimadas irreconocibles por los medios internacionales. La oposición del PAIGC dijo que Mané había actuado correctamente al oponerse a las promociones. 
Entre los más prominentes aliados de Mané estaba el comandante de la Marina Mohamed Lamine Sanha.
| Predecesor: João Bernardo Vieira (Presidente de la República) | Presidente del Comando Supremo de la Junta Militar (Jefe de Estado) 1999 | Sucesor: Malam Bacai Sanhá (Presidente interino) |

- Datos: Q570433